# Phil Morris
Pour les articles homonymes, voir Philip Morris (homonymie) et Morris.
Ne pas confondre avec Philip Morris, nom de plusieurs entreprises et d'une marque de cigarettes.
Phillip Morris, né le 4 avril 1959 à Iowa City, est un acteur américain. Il est notamment connu pour son rôle de Jackie Chiles dans la sitcom Seinfeld et pour son rôle de Curtis Blue dans la série télévisée américaine de Disney Channel Shake It Up aux côtés de Zendaya Coleman et Bella Thorne.

## Biographie
Phil Morris est le fils de l'acteur Greg Morris et de Leona Morris. Il est le jeune frère de l'actrice Iona Morris.
Alors que son père a joué dans la série Mission impossible (celle de 171 épisodes, diffusée entre le 17 septembre 1966 et le 30 mars 1973 sur le réseau CBS), il est l'un des protagonistes de la suite : Mission impossible, 20 ans après (celle de 35 épisodes, diffusée entre le 23 octobre 1988 et le 24 février 1990 sur le réseau ABC). Son fils Jamil Walker Smith est également acteur et a notamment tourné dans la série télévisée Stargate Universe.
Il est surtout connu pour avoir joué le rôle de Curtis Blue, le père de Rocky Blue (Zendaya Coleman) dans la série télévisée américaine de Disney Channel Shake It Up.

## Filmographie
- 1984 : Star Trek 3 : À la recherche de Spock
- 1987 : Marblehead Manor (série TV) : Jerry Stockton, le chauffeur
- 1988-1990 : Mission impossible, 20 ans après (Mission: Impossible) : Grant Collier
- 1993 : Le Prince de Bel-Air : Professeur Scott Burton (Saison 4 Ep. 11)
- 1993 : Arabesque (série télévisée) : David SALT (Saison 10 Ep.5 : Un meurtrier virtuel)
- 1995 : Babylone 5 (série télévisée) : Bill Trainor (Saison 3 Ep.10 : la fin des rêves)
- 1996 :  Star Trek : Deep Space Nine (série télévisée) :  Capitaine Thopok  (Saison 5 Ep.3 : Mauvais Par'Mach)
- 1996 : Dark Planet
- 1997 : Legal Deceit
- 1997 : JAG (série télévisée) (Saison 2 Ep. Une autre époque) : Capitaine Coonan
- 1997 : Melrose Place Walter (saison 5)
- 1998-1999 :La croisière s'amuse, nouvelle vague : Will Sanders
- 1998 : Clay Pigeons
- 1998 : Obsession fatale
- 1999 : Star Trek: Voyager (série télévisée) (Saison 6 Épisode 8 : Un petit pas...) : Lt. John Kelly
- 2000 : 3 Strikes
- 2001 : Atlantide, l'empire perdu : Dr. Joshua Strongbear Sweet
- 2003 : Les Énigmes de l'Atlantide : Dr. Joshua Strongbear Sweet
- 2005 : NCIS : Enquêtes spéciales
- 2006 - 2010 : Smallville : Martian Manhunter alias J'onn J'onzz (12 épisodes)
- 2007 : Les Experts : Miami : saison 05 épisode 20 : Mr Ashford
- 2008 : Spartatouille : Le messager Perse
- 2009 : Black Dynamite : Saheed
- 2010 - présent : Love That Girl : Delroy Jones
- 2011 - 2013 : Shake It Up : Curtis Blue
- 2019 : Doom Patrol :  Silas Stone
- 2019 : Days Gone (jeu vidéo) : Capitaine Kouri

## Jeux vidéo
- 2020 : Star Wars: Squadrons : Lindon Javes

## Distinctions

### Nominations
- 2011 : NAACP Image Awards du meilleur acteur dans une série télévisée comique pour Love That Girl! (2010-2014).
- 2012 : NAACP Image Awards du meilleur acteur dans une série télévisée comique pour Love That Girl! (2010-2014).

### Récompenses
- 2013 : BTVA People's Choice Voice Acting Awards de la meilleure performance vocale pour l'ensemble de la distribution pour La Ligue des justiciers : Échec (2012) partagé avec Kevin Conroy, Tim Daly, Susan Eisenberg, Nathan Fillion, Carl Lumbly, Michael Rosenbaum, Bumper Robinson, Carlos Alazraqui, Claudia Black, Paul Blackthorne, Olivia d'Abo, Alexis Denisof, Robin Atkin Downes et Grey Griffin.
- 2013 : BTVA Special/DVD Voice Acting Awards de la meilleure performance vocale pour l'ensemble de la distribution pour La Ligue des justiciers : Échec (2012) partagé avec Kevin Conroy, Tim Daly, Susan Eisenberg, Nathan Fillion, Carl Lumbly, Michael Rosenbaum, Bumper Robinson, Carlos Alazraqui, Claudia Black, Paul Blackthorne, Olivia d'Abo, Alexis Denisof, Robin Atkin Downes et Grey Griffin.